# Elna Melusine Jolom
Elna Melusine Jolom, född 7 oktober 1980 i Stiby församling i Kristianstads län, är en svensk glaskonstnär, glasblåsare och formgivare sedan 1999.  
Jolom är utbildad vid Kosta och Orrefors glasskola. Sedan 2010 har hon en egen glashytta i skånska Brösarp.  Jolom har arbetat fram flera stora utställning både tillsammans med andra konstnärer och separat. Formspråket är ofta hämtat från naturen och de som sker runt omkring henne. 
Hon har arbetat mycket i graaltekniken och visat sina verk på utställningar i flera länder. Jolom har även haft uppdrag med offentliga utsmyckningar och där använt emalj och även metall förutom glaset i sina verk. 